# 신리-김포 전투
신리-김포지구 전투(新里-金浦地區 戰鬪, Sinri-Gimpo district battle)는 인천상륙작전 이후 1950년 9월 18일부터 9월 28일까지 진행된 서울 수복 전투 중 하나이다. 이 전투는 9월 18일부터 9월 21일까지 4일 동안 전개된다.

## 신리-김포 지역의 설명

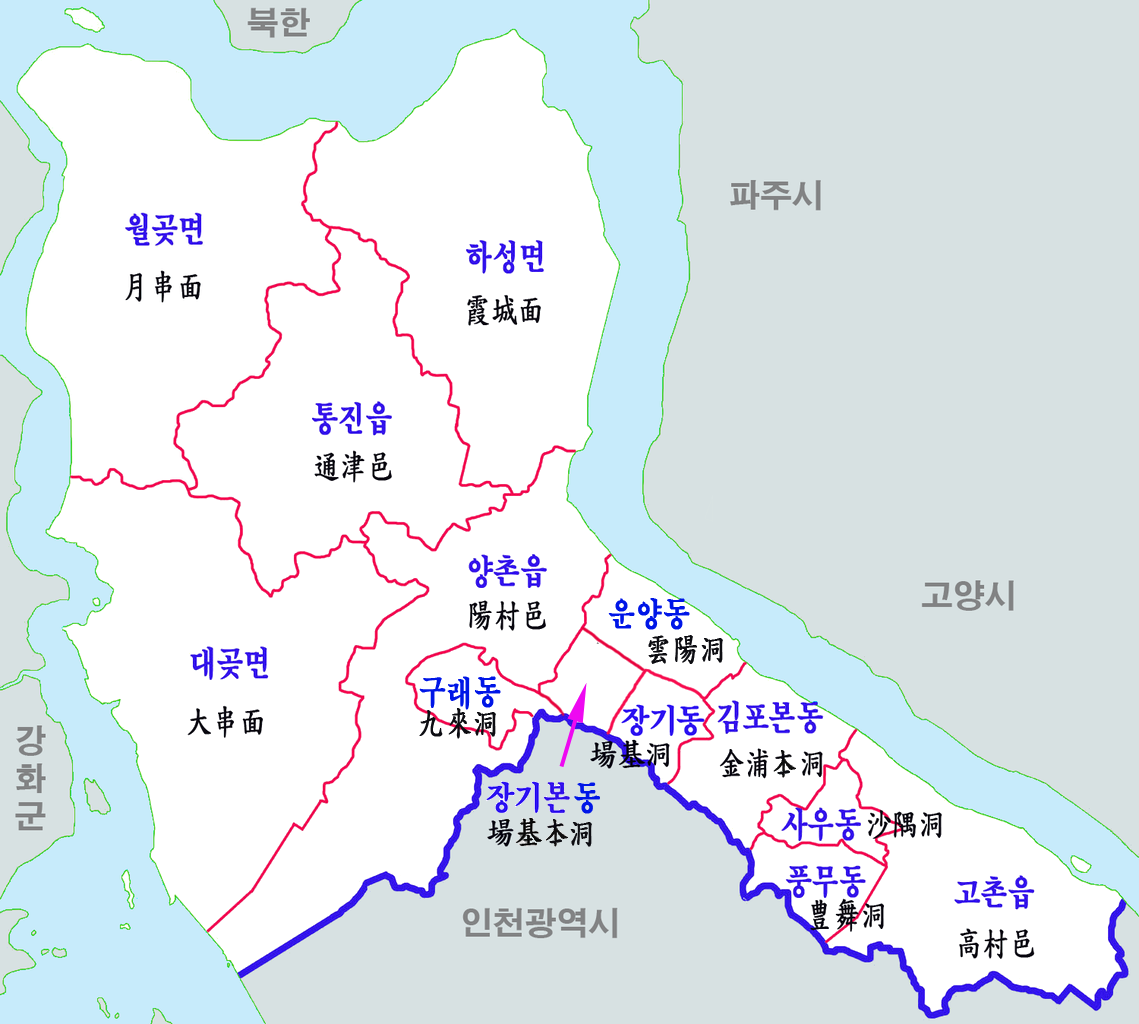
삼면이 강과 연결된 김포는 전략적 요충지였다.

### 신리
《김포 6.25 전쟁 비사》에 따르면, 한국 전쟁 당시 ‘신리’라는 지역은 김포비행장 서북방 약 8km에 있던 지역이며, 한강과 가까이에 있던 지역이다.

### 김포
김포는 경기도 중서부에 위치하고 있는 시로, 한강과 인접해 있어서 충적토가 많기 때문에 김포평야를 이루고 있다. 또한, 한강 하구에 위치하고 있으며, 한강을 사이에 두고 북한, 서울, 인천과 인접하고 있기에 흔히들 이 일대를 김포반도라고 부른다. 즉, 한국 전쟁 당시 김포는 각 군이 남하 또는 북진할 수 있는 전략적 요충지였다. 대체적으로 평야지대를 형성하고 있지만, 간헐적으로 작은 구릉이 존재하며, 지질은 시생대의 화강편마암, 중생대의 대동계의 혈암과 사암 등으로 이루어져 있다.

## 서울 탈환작전의 개요
1950년 9월 15일 제10군단의 미 해병대와 한국 해병대에 의해 인천 상륙작전이 감행되었다. 이들은 인천지역에 상륙한 것에서 그치지 않고 미 해병상륙단이 동쪽 외곽에 설정된 교두보로 진격하는 동안 한국 해병대는 인천 시내에서 잔적 섬멸작전을 하고 있었다.
인천지역의 교두보를 확보한 상륙군은 서울 탈환에 힘을 쓰기 시작하고 미 해병 1연대는 경인(京仁)가도의 우측을, 미 해병 5연대는 좌측지역을 담당하여 서울을 향해 진격하였다.
한편 한국 해병대는 16일 저녁에 2대대는 인천지역의 잔적 섬멸작전에 임하게 하고 미 해병 5대대의 좌측에 위치한 후에 17일부터 적의 공격을 막아내면서 김포반도의 적을 섬멸하였다.
18일 소사(素砂)를 탈환한 미 해병 1연대가 영등포로 향하는 와중에 미 해병 5연대와 한국해병 1연대, 2연대는 행주(幸州)쪽을 통해 한강으로 도하하라는 명령을 받는다. 하지만 19일에 계획되어 있던 도하작전은 적의 반격에 의해 무산이 되고, 20일에 다시 시도하여 도하에 성공한다. 이후 아군은 능곡에서 수색 방향으로 적을 압박하였다.
17일에 인천에 상륙한 미 제7사단이 미 제1연대의 남쪽을 엄호하고 있는 동안 미 해병 1연대는 영등포로 진격을 가속하였다.

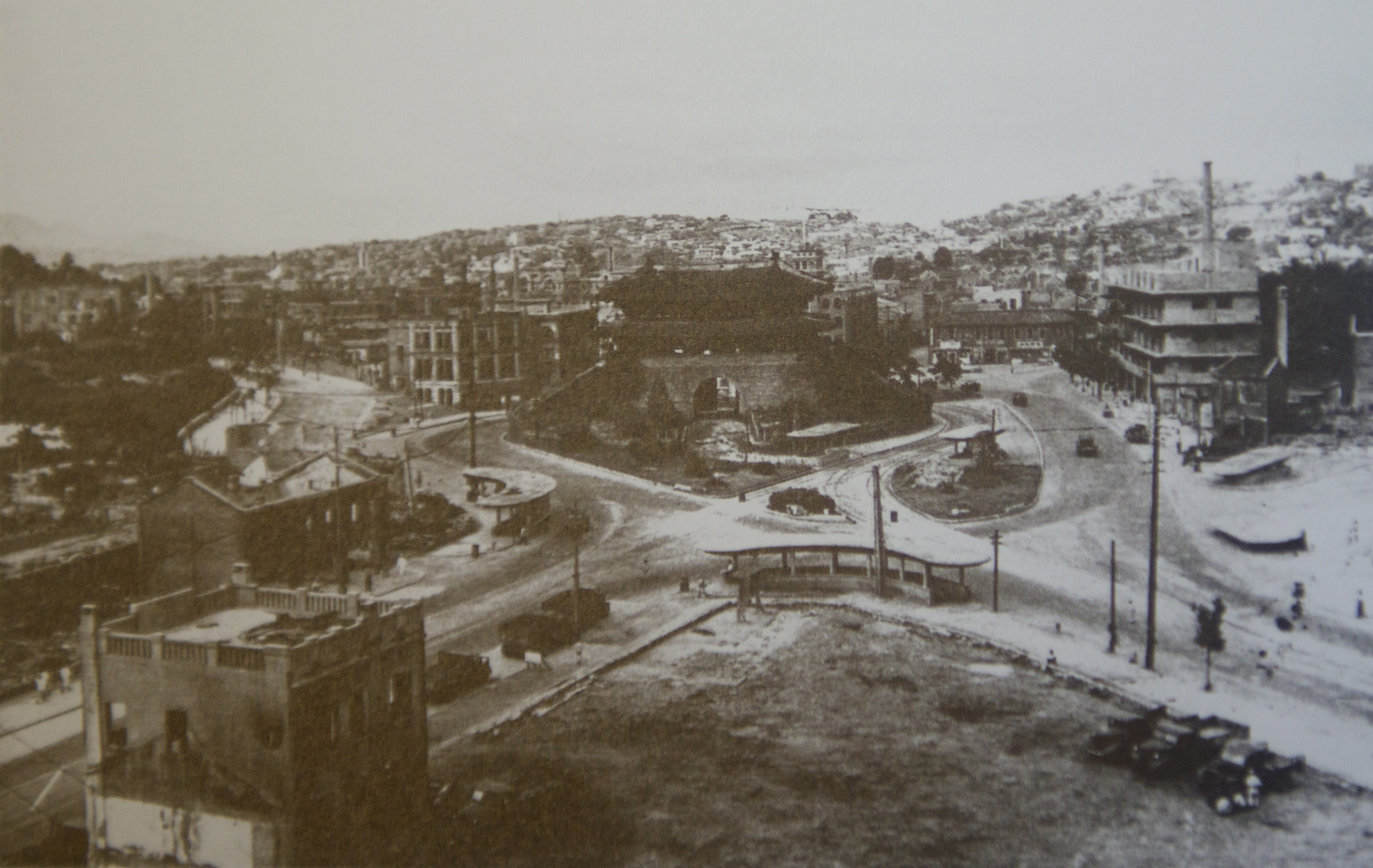
서울 수복 이후

서울의 서쪽에서 공격을 하던 미 해병 5연대와 한국 해병대는 북한군의 거센 저항에 부딪혔지만, 24일에 결국 적의 보루를 무너뜨리고 연희고지 일대의 능선을 점령하였다. 또한 미 제7사단의 일부가 수원을 향해 남진하고 있을 때, 미 해병 1연대는 한강을 도하하여 미 해병 5연대의 우측에 배치되었고, 21일 사령부와 함께 상륙한 미 해병 7연대는 미 해병 5연대의 좌측에 배치되었다.
서울 서쪽에서 공격을 감행하던 미 해병대가 고전을 면치 못하자, 25일에 미 보병 제7사단 예하 32연대와 한국 육군 제17연대를 서빙고쪽으로 투입시켜 서울을 북서쪽과 남동쪽에서부터 한 번에 치고 올라가는 시내 돌입작전을 계획하였다.
주공부대인 미 해병대와 한국 해병대는 서울 서측방에서 능선을 완전히 확보하였고 일부는 서울시에 진입하기 시작했다. 북쪽은 미 해병 7연대와 한국 해병 5대대, 중앙은 미 해병 5연대와 한국 해병 1대대, 남쪽은 미 해병 1연대와 한국 해병 2대대가 배치되어 마치 궁형 태세를 형성하였다.
미 보병 제32연대와 한국 육군 제17연대가 25일 밤 남산을 점령하고, 미 해병대와 한국 해병대는 서대문과 마포 일대에서 공격을 하였지만, 적의 필사적인 반격으로 인해 큰 성과를 내지 못하였다.
적은 철수할 시간을 벌기 위해 지연전술을 구사하고 있었지만 아군의 거센 공격으로 26일 저녁에는 서울의 3할을 확보하였다.
한국 해병대는 27일 아침 중앙청에 태극기를 게양하고, 서울시의 북한군 잔적을 완전히 섬멸하였으며 29일에는 환도식을 거행하였다.

## 신리-김포지구 전투의 배경

한국해병대(Republic of Korea Marine Corps)

미 해병대(U.S Marine Corps)

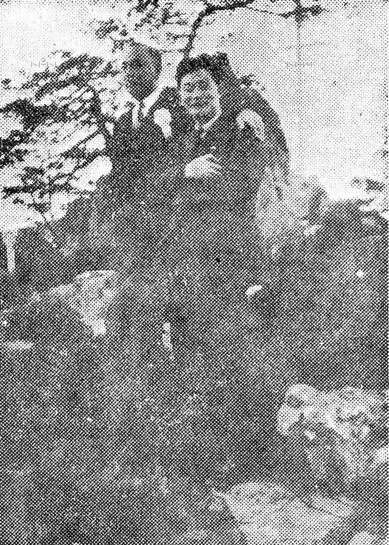
여운형(좌)와 김윤근 소령(우)

미 해병 5연대와 한국해병대가 인천 상륙 작전 이후 인천시에서 전투를 끝마친 후 진격을 멈추지 않고 경인가도를 따라 진격하여 부평을 점령한 다음 한강변의 정곡리까지 진출하여 퇴각하는 적을 격멸하였다. 해병대 사령부는 부평에 지휘소를 설치하였다. 한강상륙부대는 북한군 패잔병들이 경인가도(전철이 생기기 전 인천의 옛길)를 따라 양 측면으로 도주하였으므로 그들이 도주한 지역인 김포반도 쪽은 북한군으로 역습을 받을 우려가 생겼다. 특히 김포비행장이 위험에 노출되었고 이를 엄호하기 위한 김포지구 일대의 차단과 방어를 해야만 했다. 

## 신리-김포지구 전투 주요 부대
| 전투시기                     | 상위부대            | 부대(김포전투 참가부대)     | 하위부대      | 지휘관                                      | 주요 전과                                                                   |
| ---------------------------- | ------------------- | --------------------------- | ------------- | ------------------------------------------- | --------------------------------------------------------------------------- |
| 6.25 초반(서울함락 직전)     | 제 6사단            |                             |               | 방호산                                      | 김포부근 한강 도하 및 침투                                                  |
| 6.25 초반(서울함락 직전)     |                     | 제 15 보병연대              | 연대포병      |                                             |                                                                             |
| 6.25 초반(서울함락 직전)     |                     | 대대포병                    |               |                                             |                                                                             |
| 6.25 초반(서울함락 직전)     |                     | 제 14연대                   |               |                                             | 국군 제 12연대 5중대와 7중대 사이의 무명고지 침투                           |
| 6.25 초반(서울함락 직전)     | 제 13보병연대       |                             |               |                                             |                                                                             |
| 6.25 초반(서울함락 직전)     | 6사단 포병연대 일부 |                             |               |                                             |                                                                             |
| 전투시기                     | 상위부대            | 부대                        | 하위부대      | 지휘관                                      | 주요 전과                                                                   |
| 6.25 초반(서울함락 직전)     | 김포지구 전투사령부 |                             |               | 계인주 대령                                 |                                                                             |
| 6.25 초반(서울함락 직전)     | 김포지구 전투사령부 | 제 12연대 제 2대대          | 대대본부      |                                             | 김포반도 부근의 북한군 한강도하 방어(실패)                                  |
| 6.25 초반(서울함락 직전)     | 김포지구 전투사령부 | 제 12연대 제 2대대          | 제 5중대      |                                             | 김포 월곶면 강녕포 부근 북한군 한강도하 방어(실패)                          |
| 6.25 초반(서울함락 직전)     | 김포지구 전투사령부 | 제 12연대 제 2대대          | 제 7중대      |                                             | 김포 월곶면 강녕포 부근 북한군 한강도하 방어(실패)                          |
| 6.25 초반(서울함락 직전)     | 김포지구 전투사령부 | 제 12연대 제 2대대          | 제 6중대      |                                             |                                                                             |
| 6.25 초반(서울함락 직전)     | 김포지구 전투사령부 | 제 12연대 제 2대대          | 제 8중대      |                                             |                                                                             |
| 6.25 초반(서울함락 직전)     | 김포지구 전투사령부 | 제 12연대 제 2대대          | 장갑소대      | 곽응철 소위                                 | 강녕포 부근 강변 북한군의 한강도하 방어                                     |
| 6.25 초반(서울함락 직전)     | 김포지구 전투사령부 | 기갑연대 제 1대대(장갑대대) |               | 박무열 소령                                 | 김포반도 부근의 북한군 한강도하 방어(실패)                                  |
| 6.25 초반(서울함락 직전)     | 김포지구 전투사령부 | 기갑연대 제 1대대(장갑대대) | 대대본부      |                                             |                                                                             |
| 6.25 초반(서울함락 직전)     | 김포지구 전투사령부 | 기갑연대 제 1대대(장갑대대) | 장갑 제 2중대 |                                             | 김포 진격중인 북한군 기마대 격파: 김포의 조기함락 방지                      |
| 6.25 초반(서울함락 직전)     | 김포지구 전투사령부 | 기갑연대 제 1대대(장갑대대) | 기병 제 7중대 |                                             | 한강변 경계임무 수행                                                        |
| 6.25 초반(서울함락 직전)     | 김포지구 전투사령부 | 보국대대                    |               | 방원철 소령                                 | 김포반도 부근의 북한군 한강도하 방어(실패)                                  |
| 6.25 초반(서울함락 직전)     | 김포지구 전투사령부 | 보병학교 후보생대대         |               | 장영문 소령 -> 김광순 소령 (퇴각 도중 전사) | 김포반도 부근의 북한군 한강도하 방어(실패)                                  |
| 6.25 중반(인천상륙작전 시기) | 미 해병대 5연대     |                             |               | 머레이 중령                                 | 한국 해병대와 서울을 수복, 수복이후 한국해병대 1, 2대대와 함께 한강도하작전 |
| 6.25 중반(인천상륙작전 시기) | 한국해병대          | 한국해병대 1대대            |               | 고길훈 소령                                 | 미 해병 5연대와 한강도하합동작전                                            |
| 6.25 중반(인천상륙작전 시기) | 한국해병대          | 한국해병대 2대대            |               |                                             | 인천에 주둔, 인천시의 잔적 색출과 치안 담당, 미 해병 5연대와 합동작전       |
| 6.25 중반(인천상륙작전 시기) | 한국해병대          | 한국해병대 3대대            | 본부          | 김윤근 소령                                 | 김윤근 소령이 지휘, 북한패잔병 색출작업, 신리-김포전투의 핵심               |
| 6.25 중반(인천상륙작전 시기) | 한국해병대          | 한국해병대 3대대            | 9중대         | 황영 중위                                   | 3대대 소속, 신리일대 북한군 부대와 전투                                     |
| 6.25 중반(인천상륙작전 시기) | 한국해병대          | 한국해병대 3대대            | 11중대        | 김용선 중위                                 | 3대대 소속, 천둥고개 쪽 침투한 북한군과 전투, 북한 107연대장 생포           |

## 날짜에 따른 전투의 경과

### 9월 18일
김포비행장이 위험에 노출되었고 이를 엄호하기 위한 김포지구 일대의 차단과 방어를 해야만 했기에 김윤근 소령이 지휘하는 한국해병대 3대대는 한강도하작전으로 미 해병 5연대로부터 배속이 해제되어 독립적으로 김포와 부평간 모든 지역을 경비하고 패잔병을 색출하는 임무를 맡았다. 그들은 김포지역의 잔적 섬멸을 위해 김포 수로 제방 북서쪽의 넓은 지역을 목표로 일차적으로는 부평-김포읍간 지역을 탐색하고 격멸, 2단계로 김포읍 이북지역에서 강화도까지 진격하기로 작전계획을 세운다. 그리고 17시에 박촌리(인천 계양구)까지 진출한다.
김포반도 쪽에는 2개 대대의 적 병력과 부평지구에서 퇴각해온 패잔병들이 합류되어 일부는 한강을 도하했고 나머지 병력 500명은 부대를 재편성하여 다시 반격을 시도할 것으로 판단되었다.

### 9월 19일
19일 오후 사령부 정보참모실 소속의 전보대가 단지 적정을 파악할 목적으로 김포에 진출했었다. 그날로 임무를 끝낸 정보부는 사령부로 복귀하면서 파견대와 같은 성격의 소규모 병력을 김포에 잔류시킨다. 파견대의 선임 오세동 대위는 치안목적의 지방청년단 단원들과 함께 김포외곽의 요소에 배치하였고 김포 중심가의 간판도 없는 한 음식점에 지휘본부를 설치하였다.
밤이 되자 한강하류의 나루터로 김포반도에 건너 온 북한군 일부가 김포에 침투하였다. 북한군에게 공격당해 1명이 전사했고 수명의 부상자가 발생하였다. 오대위도 부상을 입는다. 뒤늦게 사령부에서는 이 상황을 알게 되었고 3대대의 즉각적인 김포 공격을 미해병 사단에 건의하였으나 승인되지 않았다. 새벽부터 진행 중이던 한강 도하작전이 절정에 달하고 있었고 한국해병대 사령부와 1대대는 곧 이동을 개시해야 할 시기였기 때문이다.

### 9월 20일
3대대는 김포반도 북서쪽 방어를 위해 부대를 재배치하였다. 구 부평에 주둔하고 있던 해병대 사령부는 3대대가 김포반도 패잔병 섬멸 작전을 하기에 앞서 정보탐색을 위해 정보참모부 예하 첩보부대 70명을 부평과 김포, 강화도에 출동시켰다. 오세동 대위가 지휘하는 첩보부대는 이날 새벽부터 활동을 시작하여 김포 읍을 중심으로 잠입하였고 본부를 김포읍 안에 있는 우체국 건너편에 설치하였다. 그러나 한강하류로 도하한 약 150명의 북한군으로부터 기습을 받아 첩보부대장을 비롯한 4명이 전사한다. 이를 전달받은 3대대본부는 첩보부대를 구출하기 위해 김포읍 남방에 위치한 157고지에 진지를 구축한다. 이 때 주민의 제보로 신리(김포비행장 서북방 8km부근)에 북한군이 집결해있고 김포비행장을 탈환하기 위해 한강을 도하한 1대대의 병력이 재편성되어 역습을 시하고 있다는 것을 알게 되었다. 3대대는 즉시 신리일대에 81mm와 60mm 박격포공격을 가하고 2개 중대를 포위하고 9중대가 돌격해 백병전을 전개하였다. 그 결과 북한군 120명을 포로로 생포하는 전과를 올린다.

### 9월 21일
06시경 작전준비를 막 시작하려던 제 3대대 본부에 인근주민이 북한군의 출현사실을 알린다. 상당수의 북한군이 선수동 마을에 들어와 아침식사를 요구한다는 것이다. 대대장의 출동명령을 받은 9중대장 황영 중위는 1,3소대를 우선 출동시킨다. 공격부대는 개활지를 통과 중 북한군의 사격을 받는다. 안개 덕분에 북한군의 사격이 치명적이지는 않았지만 진격하는 데에는 고전하였다. 출동한 1,3소대를 제외한 9중대의 잔류인원은 총격전의 영문을 모른 채 신리 일대에 서성대는 북한군 부대와 전투를 치른다. 11중대는 소부대 단위로 탐색 작전에 나서던 길이었으나 향산리 일대에서 분산 대기 중이던 북한군들끼리 내분이나 전의를 상실하고 도주하기 시작한다. 대대장 김윤근 소령은 화기중대를 추격부대로 동원한다.
김포 중심가에 들어서면서 비로소 화기중대는 북한군의 저항을 받는다. 김포경찰서 북동쪽에 위치한 천주교 뒷산에 107연대의 지휘부가 자리 잡고 있었기 때문이다. 하지만 이 지휘본부는 이광수 병조장이 이끄는 제 2소대의 급습을 받는다. 그리고 107연대장을 생포한다. 포로는 신문에 순순히 응했고 물을 청했다. 중대장 정충철 중위는 연락병에게 물을 떠다 주도록 지시한다. 그리고 북한군 장교 생포사실을 알리기 위해 SCR-300 무전기로 대대장을 호출하는 동안 포로에 대한 주의를 잊었다. 이 때 포로로 잡힌 북한군 107연대장은 카빈소총을 순식간에 가로채 정 중위를 사살했다. 물을 떠오던 연락병이 지체 없이 포로를 사살했지만 너무 늦은 후였다.
| 사용된 장비 | 사용된 장비 | 사용된 장비 | 사용된 장비 |
| 박격포      | 통신장비    | 장갑차      | 소총        |
| ----------- | ----------- | ----------- | ----------- |
|             |             |             |             |
|             |             |             |             |

## 전투의 결과
11중대가 천둥고개 쪽을 침투한 북한군의 일부를 사살, 생포하고 김포와 그 주변에 미처 도주하지 목한 북한군의 패잔병들은 9중대와 화기중대가 처리했다. 300여명의 포로와 다량의 노획 무기를 얻었고 이들은 DUKW에 실려 인천으로 후송되었다. 1단계 김포반도 북한군 패잔병 소탕작전을 끝낸 3대대는 2단계 작전에 착수한다. 그리고 김포읍 북쪽지역과 한강연안 지역, 강화도까지 패잔병 소탕에 들어간다. 김윤근 대대장은 대대본부를 월곶면 문수산 만에 있는 월곶초등학교로 옮기고 수색작전을 전개해 북한군 패잔병을 생포, 사살하였다. 밤사이 〈미주리호〉를 비롯한 다수의 미 해군 함정들에 의해서 지원된 함포 사격은 해병들이 적을 물리치는데 결정적인 힘이 되었다. 이렇게 김포반도의 치안은 마무리된다.

## 전투의 의의
인천 상륙 작전 후, 서울 수복과 배후의 치안을 안정화하면서 10월 1일을 기점으로 38도선을 넘을 수 있게끔 기여를 한 작전이었다. 또한, 김포 비행장을 적의 위협으로부터 지켜내면서 항공기 지원을 원활하게 받을 수 있게 해준 작전이었다.